# املاک و مستغلات

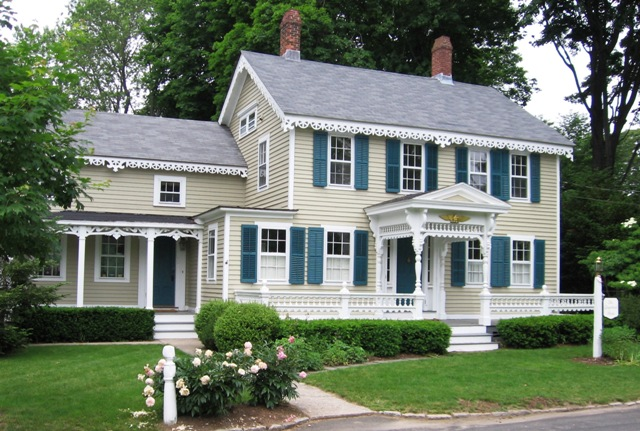
نمونه‌ای از ملک در ایالت کانتیکت

املاک و مستغلات به کلیه اموال غیر منقول مستقر در یک ملک گفته می‌شود، که به‌طور کلی از زمین، ساختمان، محصولات کشاورزی، منابع طبیعی، مواد معدنی و آب‌های زیرزمینی تشکیل شده‌است.

## نام
بنگاه یا همان مشاور املاک در انگلیسی با نام ریل استیت (به انگلیسی: Real Estate) شناخته می شود. که به کسب و کار های فیزیکی خرید ملک، فروش ملک، پیش فروش ملک و اجاره ملک مشغول هستند.
در اکثر مواقع، واژه املاک و مستغلات برای اشاره به خانه (مسکن) یا ساختمانی که در آن محدوده مشخص، واقع شده است، بکار می‌رود. واژه املاک و مستغلات همچنین، به کسب‌وکاری (شغلی) اشاره دارد، که در زمینه خرید، فروش، رهن یا اجاره زمین، ساختمان و خانه فعالیت می‌نماید.